# Persicaria odorata
Coriandre vietnamienne
Espèce
Classification phylogénétique
Polygonum odoratum Lour, 1790 ; synonyme actuel : Persicaria odorata (Lour.) Sojak, est une espèce de plantes rampantes d'Indochine dont les feuilles terminales sont utilisées en cuisine et en médecine asiatique.
Son goût et son parfum évoquent la coriandre et la citronnelle, spécialement quand elle est consommée crue. La tige est davantage piquante que la feuille. Cuite, elle a un goût poivré qui accompagne bien les viandes.
En français, on trouve les noms de : menthe ou coriandre vietnamienne, basilic chinois, renouée odorante. Mais c'est le nom de rau ram qui signifie herbe-menthe en vietnamien (se prononce "jao jam", "zao zam", etc.) qui s'utilise couramment, comme en anglais. On l'appelle aussi "phak phèo" (ຜັກແພວ) au Laos et "chi krasang tomhom" (ជីរក្រសាំងទំហំ) ou "chi pong tea kôn" (ជីរពងទាកូន) au Cambodge. En Indonésie, Malaisie et Singapour, on l'appelle daun kesum, daun kesom ou daun laksa.

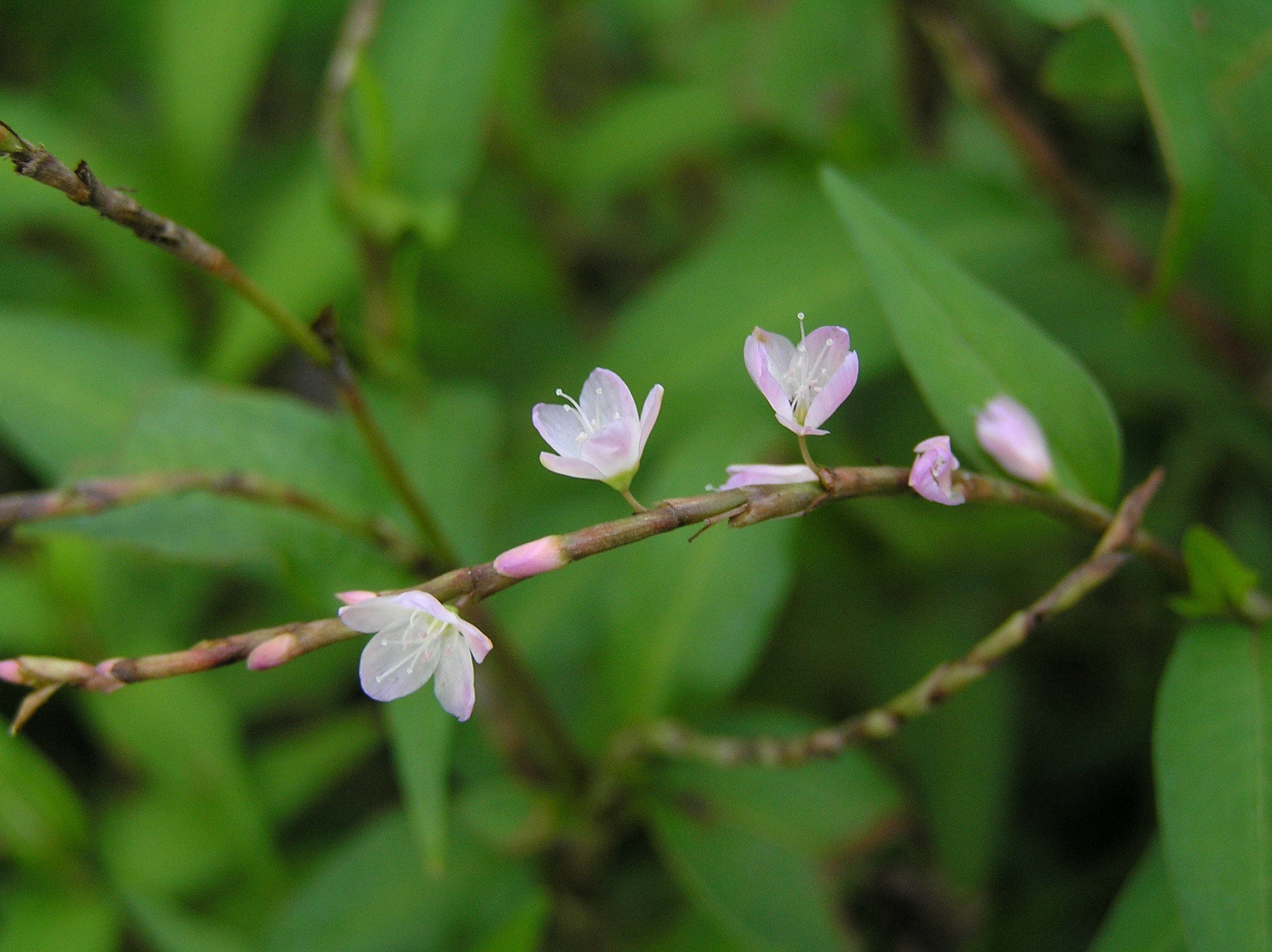
Polygonum odoratum en fleurs

Cette vivace subtropicale se cultive en annuelle dans les zones gélives. On la reproduit par bouturage. Floraison rose.
Elle aime les marécages chauds. En pleine terre au jardin, en pot sur le balcon ou à l'intérieur, elle demande une terre humide, un sol riche et préfère la mi-ombre.

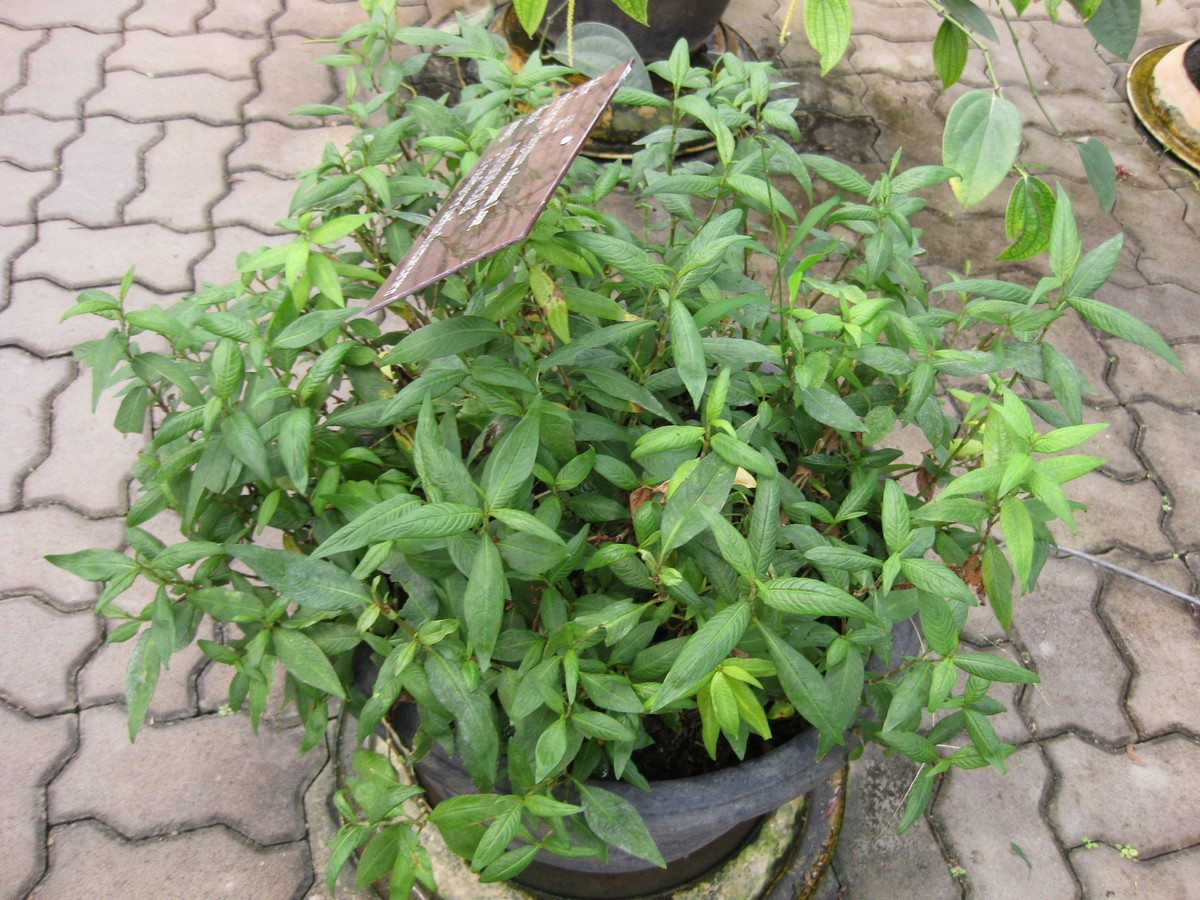
Polygonum odoratum en pot, Jardin botanique de la reine Sirikit, Thaïlande

La feuille du rau ram est simple, lancéolée, de la taille des feuilles de pêcher. Elle porte du côté du pétiole une marque pourpre-sombre en forme de V ou de U inversé.
On confond souvent le rau ram avec la renouée persicaire (Persicaria maculosa, antérieurement Polygonum persicaria, connue des jardiniers sous les noms de pied rouge ou fer à cheval), adventice indigène souvent envahissante dont la feuille de même forme porte également des marques sombres.
On ne doit pas le confondre non plus avec le "ngo gai" (Eryngium foetidum - panicaut fétide) ou coriandre mexicaine à une forte odeur de coriandre également utilisé comme condiment en cuisine indochinoise.
Il ne faut pas la confondre avec le sceau de Salomon odorant (Polygonatum odoratum), parfumé mais toxique.